# Siegfried Behrsing
Siegfried Behrsing (* 24. Oktoberjul. / 6. November 1903greg. auf dem Gut Prääma, Gemeinde Paide; † 5. April 1994 in Berlin) war ein deutschbaltischer Sinologe und Übersetzer estnischer Literatur.

## Leben und Werk
Behrsing war der Sohn von Arthur Behrsing, der zu seiner Geburt Hauslehrer auf dem Gut Prääma (Bremerhof) in Estland war. Er besuchte von 1917 bis 1921 die Tallinner Domschule und ging nach seinem Abitur an die Universität Greifswald, wo er Germanistik und Vergleichende Sprachwissenschaft studierte. 1923 wechselte er an die Universität Leipzig, wo er 1931 mit einer Arbeit zur buddhistischen Philosophie zum Dr. phil. promoviert wurde.
1937 erhielt Behrsing eine Anstellung am Ethnologischen Museum in Berlin. Ab 1953 hielt er Vorlesungen an der Humboldt-Universität auf dem Gebiet der Sinologie, ab 1959 war er Professor und Direktor am dortigen Ostasiatischen Institut. Nach seiner Emeritierung (1969) setzte er seine Forschungen fort, wandte sich als Übersetzer aber auch der estnischen Literatur zu.
Behrsings sinologische Arbeiten umfassen vor allem kommentierte Übersetzungen aus dem Chinesischen und Russischen. Aus letzterer Sprache hat er auch Literatur und Essays übersetzt, beispielsweise Majakowskis „Wie man Verse macht“.
Zum Estnischen, das er als Kind erlernt hatte, kam er auf Bestellung des Verlags Volk und Welt, der ihn um die Übersetzung eines Nachworts bat. Hierdurch angespornt, „reaktivierte“ er seine Estnisch-Kenntnisse und übersetzte eine Reihe von Romanen und Kurzgeschichten.

## Bibliografie

### Wissenschaftliches Werk (Auswahl)
- Das Chung-Tsi-King des chinesischen Dīrghāgama. Übersetzung und Anmerkungen von Siegfried Behrsing. Leipzig 1930. 150 S. (Zugl.: Leipzig, Univ., Diss.)
- Chinesische Arbeiten zum Bauernaufstand des Sung Ching-shih (Ssung Djing-sch'), in: Mitteilungen des Instituts für Orientforschung 4, 1956, 1,S. S. 128–160.
- Chinesische Transkriptionstabellen. Richtlinie für den Verlagsredakteur und Übersetzer des Dietz Verlages. Als Ms. gedruckt. Berlin: Dietz 1958. 27 S.
- Lenin über China, in: Neue chinesische Geschichtswissenschaft. Berlin: Rütten & Loening, 1959, S. 18–58.
- Wenlan Fan Neue Geschichte Chinas. Bd. 1 (1840–1901). Übers. aus d. Russ.: Lydia E. Behrsing. Wissenschaftliche Bearbeitung auf Grund des chinesischen Originals: Siegfried Behrsing. Berlin: VEB Dt. Verl. d. Wissenschaften 1959. XII, 575 S.
- Goethes "Chinesisches", in: Wissenschaftliche Zeitschrift der Humboldt-Universität zu Berlin. Gesellschafts- und sprachwissenschaftliche Reihe. 19 (1970), 3, S. 244–258.

### Literarische Übersetzungen
- Paul Kuusberg: Regentropfen [Vihmapiisad]. Berlin: Verlag Volk und Welt 1980. 345 S.
- (teilweise) Der letzte Strandräuber. Estnische Erzählungen aus sieben Jahrzehnten. Ausgewählt von Alexander Baer, Welta Ehlert, Nikolai Sillat. Berlin: Verlag Volk und Welt 1975. 467 S.
- (teilweise) Lilli Promet: Ruhender Tiger. Erzählungen [Lamav tiiger]. Berlin: Verlag Volk und Welt/Kultur und Fortschritt 1975. 134 S.
- Mats Traat Inger oder Das Jahr auf der Insel [Inger]. Berlin: Verlag Volk und Welt 1976. 253 S.
- Enn Vetemaa: Müdigkeit [Pillimees], in: Enn Vetemaa: Kleine Romane. Berlin 1981, S. 99–190.